# Едвард Кросслі
Едвард Кросслі (1841 — 21 січня 1905) — англійський бізнесмен, політик Ліберальної партії та астроном.

## Життєпис
Едвард Кросслі був старшим сином Джозефа Кросслі Дж. П. з Брумфілда, Галіфакс, Йоркшир, з династії килимовиробників Кросслі. Він успадкував сімейний бізнес з виробництва килимів (John Crossley & Sons) від свого батька, коли йому було 27 років. Він одружився з Джейн Елінор Бейнс, третьою дочкою власника газети Лідса та члена парламенту сера Едварда Бейнса.
Він був членом парламенту (МП) від Соуербі з 1885 по 1892 рік. Він також був мером Галіфакса з 1874—1876 та 1884—1885 років.
У 1867 році він став членом Королівського астрономічного товариства. Він побудував астрономічну обсерваторію Бермерсайд[2], яка діяла з 1867 по 1894 рік, і придбав 36-дюймовий (910 мм) телескоп у Ендрю Ейнслі Коммона в 1885 році та найняв Джозефа Гледхіла. як спостерігач. У 1879 році разом з Гледхілом і Джеймсом Вілсоном (пізніше каноніком Вустерським) він написав «Довідник подвійних зірок», який став стандартним довідником.
До 1895 року Кросслі вважав дощову погоду в Англії та промислове забруднення повітря в його обсерваторії непридатними для астрономії, тому він пожертвував свій 36-дюймовий (910 мм) телескоп обсерваторії Ліка в Каліфорнії. Хоча він був значно модифікований, він використовувався для досліджень до 2010 року і відомий як рефлектор Кросслі. Цей телескоп був використаний Чарльзом Діллоном Перрайном для відкриття двох супутників Юпітера. 36-дюймовий рефлектор Crossley широко використовувався до того, як у 1959 році було побудовано 120-дюймовий рефлекторний телескоп Shane (C. Donald Shane Telescope).